# Kønsbekræftende behandlinger
Kønsbekræftende behandlinger, også kendt som kønsskiftebehandlinger, refererer til medicinske og kirurgiske procedurer, der hjælper personer med kønsdysfori med at leve i overensstemmelse med deres kønsidentitet. Disse behandlinger kan være en vigtig del af at forbedre livskvaliteten og mentale sundhed for transkønnede personer.

## Baggrund
Kønsdysfori er en tilstand, hvor en person oplever betydelig ubehag eller stress som følge af en uoverensstemmelse mellem deres kønstildelte ved fødslen og deres kønsidentitet. 

## Typer af behandlinger

### Hormonbehandling
Hormonbehandling indebærer anvendelse af hormoner til at fremme udviklingen af de sekundære kønskarakteristika, der svarer til personens kønsidentitet. For transkvinder (MTF) bruges østrogen og anti-androgener til at fremme udviklingen af bryster, blødgøre huden og reducere kropshår. For transmænd (FTM) anvendes testosteron til at fremme udviklingen af dybere stemme, øget kropshår og muskler.

### Kirurgiske indgreb
Kirurgiske behandlinger inkluderer forskellige procedurer, der kan tilpasses den enkelte persons behov. Disse kan omfatte:
- **Brystkirurgi:** Fjernelse af brystvæv (mastektomi) for transmænd eller brystforstørrelse for transkvinder.
- **Genital kirurgi:** Konstruktion af kønsorganer, der svarer til personens kønsidentitet (vaginoplastik for transkvinder og metoidioplastik eller phalloplastik for transmænd).
- **Ansigtsfeminiserende kirurgi:** Kirurgiske procedurer for at skabe et mere feminint udseende i ansigtet.

### Psykologisk støtte
Mentalt helbred er en vigtig del af kønsbekræftende behandlinger. Mange transkønnede personer modtager psykologisk støtte, herunder terapi, som en del af deres behandlingsplan. Terapi kan hjælpe med at håndtere de sociale, emotionelle og psykologiske aspekter af kønsskiftet.

### Adgang til behandling
Adgangen til kønsbekræftende behandlinger varierer afhængigt af land og region. I Danmark er behandlingerne typisk tilgængelige gennem det offentlige sundhedssystem, men kan kræve en henvisning fra en specialiseret klinik og en vurdering af kønsdysfori.

### Kritik og udfordringer
Nogle kritikere har rejst bekymringer om de medicinske og etiske aspekter ved kønsbekræftende behandlinger, særligt for mindreårige. 

## Eksterne links
- LGBT Danmark
- World Professional Association for Transgender Health (WPATH)
- - Transkønnede (Webside ikke længere tilgængelig)